# Oligoneuriopsis dobbsi
Oligoneuriopsis dobbsi is een haft uit de familie Oligoneuriidae. De wetenschappelijke naam van de soort is voor het eerst geldig gepubliceerd in 1912 door Eaton.
De soort komt voor in het Afrotropisch gebied.